# Strzeblew
Strzeblew – część miasta Ozorkowa w województwie łódzkim, w powiecie zgierskim, dawniej samodzielna miejscowość. Leży nad Bzurą, na zachodzie miasta, w okolicy ulicy Konopnickiej.

## Historia
Dawniej samodzielna miejscowość. Od 1867 siedziba gminy Strzeblew w powiecie łęczyckim, w 1868 przemianowanej na Piaskowice. Pod koniec XIX wieku Strzeblew liczył 27 mieszkańców. W okresie międzywojennym należał do w woj. łódzkim. W 1921 roku liczba mieszkańców wynosiła 309. 1 września 1933 utworzono gromadę Strzeblew w granicach gminy Piaskowice, składającą się z kolonii Strzeblew, młyna Strzeblew i osady młyńskiej Marszlówka. Podczas II wojny światowej włączony do III Rzeszy.
Brak informacji o dacie włączenia Strzeblewa do Ozorkowa. W powojennych wykazach gromada Strzeblew już nie występuje. 